# Liste der Kulturdenkmäler in Hinterweiler
In der Liste der Kulturdenkmäler in Hinterweiler sind alle Kulturdenkmäler der rheinland-pfälzischen Ortsgemeinde Hinterweiler aufgeführt. Grundlage ist die Denkmalliste des Landes Rheinland-Pfalz (Stand: 17. Juli 2023).

## Einzeldenkmäler
| Bezeichnung                           | Lage                                  | Baujahr | Beschreibung               | Bild            |
| ------------------------------------- | ------------------------------------- | ------- | -------------------------- | --------------- |
| Wegekreuz                             | Hauptstraße, Ecke Im Hunzenpesch Lage |         | Balkenkreuz, Basalt        | BW              |
| Katholische Filialkirche St. Johannes | Hauptstraße 38 Lage                   | 1860    | dreiachsiger Saalbau, 1860 | BW              |
| Hofanlage                             | Zum Ernstberg 1a Lage                 |         | traufständiger Streckhof   | Fotos hochladen |